# Скопинский кремль
Скопинский кремль — несохранившийся деревянный кремль Скопина Рязанской области, являвшийся наиболее западной точкой отдельного юго-восточного отрезка Большой засечной черты. Располагался на высоком берегу реки Вёрды, протекавшей к западу от него. С севера-запада и севера подступы к кремлю преграждали реки Вослебка и Калика, с юга и юго-востока — река Песоченка. Согласно Писцовой книге 1629—1630 годов, крепость представляла в плане неправильный четырёхугольник, опоясанный с трёх сторон земляным валом и рвом, а с четвёртой стороны, от Верды, рубленой стеной. Укрепление имело восемь деревянных глухих и одну земляную башню, а также одни ворота. Внутри кремля находилась Воскресенская церковь, рядом с ней был двор боярина Ивана Никитича Романова. К кремлю примыкала вторая линия укреплений — Большой острог с двумя церквами — Пятницкой и Никольской. К 1688 году у Скопинского кремля уже были две проездные башни. В течение XVIII века Скопин окончательно утратил военное значение и утратил крепостные сооружения. Каких-либо следов крепости в современном Скопине не сохранилось.